# Török férfi jégkorong-válogatott
A török férfi jégkorong-válogatott Törökország nemzeti csapata, amelyet a Török Jégkorongszövetség (törökül: Türkiye Buz Hokeyi Federasyonu) irányít. Első mérkőzésüket 1992. március 21-én játszották az 1992-es jégkorong-világbajnokságon és ekkor csatlakoztak a nemzetközi mezőnyhöz. A 32. helyen (6. hely a C2 csoportban) fejezték be a tornát és a mai napig ez a legjobb helyezésük. 2012-ben és 2016-ban megnyerték a divízió III-as világbajnokságot.
A török válogatott leggyakrabban a divízió II vagy a divízió III mezőnyében szokott szerepelni.

## Eredmények

### Világbajnokság
- 1920-1991 – Nem vett részt
- 1992 – 32. hely (6. a C2 csoportban)
- 1993 – Nem jutott be (3. a C/4-es selejtezőben)
- 1994 – Nem jutott be (3. a C/2-es selejtezőben)
- 1995 – Nem vett részt
- 1996 – Nem jutott be (2. a D/2-es selejtezőben)
- 1997 – Nem vett részt
- 1998 – 39. hely (7. a D csoportban)
- 1999 – 39. hely (7. a D csoportban)
- 2000 – 42. hely (9. a D csoportban)
- 2001 – Nem vett részt
- 2002 – 39. hely (6. a Divízió II A csoportban)
- 2003 – 43. hely (3. a Divízió III-ban)
- 2004 – 42. hely (2. a Divízió III-ban)
- 2005 – 40. hely (6. a Divízió II A csoportban)
- 2006 – 42. hely (2. a Divízió III-ban)
- 2007 – 39. hely (6. a Divízió II A csoportban)
- 2008 – 44. hely (4. a Divízió III-ban)
- 2009 – 42. hely (2. a Divízió III-ban)
- 2010 – 40. hely (6. a Divízió II A csoportban)
- 2011 – 43. hely (3. a Divízió III-ban)
- 2012 – 41. hely (1. a Divízió III-ban)
- 2013 – 39. hely (5. a Divízió II/B csoportban)
- 2014 – 40. hely (6. a Divízió II/B csoportban)
- 2015 – 42. hely (2. a Divízió III-ban)
- 2016 – 41. hely (1. a Divízió III-ban)
- 2017 – 40. hely (6. a Divízió II/B csoportban)
- 2018 – 43. hely (3. a Divízió III-ban)
- 2019 – 42. hely (2. a Divízió III-ban)
- 2020 – Törölve a Covid19-pandémia miatt[1]
- 2021 – Törölve a Covid19-pandémia miatt[2]
- 2022 – 38. hely (2. a Divízió III/A csoportban)
- 2023 – 39. hely (5. a Divízió II/B csoportban)
- 2024 – 40. hely (6. a Divízió II/B csoportban)